# Ястребенецький Григорій Данилович
Григорій Данилович Ястребенецький ((29 жовтня 1923 , Баку  — 18 березня 2022 , Санкт-Петербург ) — 18 березня 2022, Санкт-Петербург) — радянський і російський скульптор, народний художник РРФСР, заслужений діяч культури Польщі, дійсний член Російської академії мистецтв (відділення скульптури, 2006), народний художник РРФСР (1984), заслужений діяч культури Польщі, керівник персональної творчої майстерні скульптури Російської Академії мистецтв у Петербурзі (з 2006), член Спілки художників СРСР, Росії (1951).

## Біографія
Григорій Ястребенецький народився 1923 року в Баку.
2 липня 1941 року був призваний до діючої армії і направлений на Ленінградський фронт, пережив всі тяготи блокади Ленінграда, в грудні 1941 року потрапив у госпіталь з другою стадією дистрофії. Брав участь у боях під Ленінградом, Нарвою, Шліссельбургом, на Карельському перешийку. Був поранений. Війну закінчив у 1945 року в Східній Пруссії, під Кенігсбергом.
У 1951 році Григорій. Ястребенецький закінчив скульптурний факультет Інституту імені І. Є. Рєпіна Академії мистецтв СРСР.
Після 1951 року Г. Ястребенецький, як член Спілки художників, неодноразово обирався членом правління Спілки художників СРСР і РРФСР, членом президії Ленінградської організації Спілки художників, багато років був заступником її голови.
Живе і працює в Санкт-Петербурзі.

## Творча діяльність
Особливе місце в творчості скульптора-фронтовика займає тема німецько-радянської війни. Григорій Ястребенецький є автором пам'ятників на лінії оборони Ленінграда: пам'ятника «Безіменна висота» на Іванівських порогах (1968), меморіалу в фортеці «Горішок» під Шліссельбургом (відкритий 9 травня 1985 р.), меморіального комплексу на місці концентраційного табору в Нойгамі (район Гамбурга) (2002, Німеччина), меморіальний комплекс на німецькому кладовищі в селі Сологубовка під Санкт-Петербургом (2003. Ленінградська область). Його пам'ятники, присвячені війні, встановлені в Пензі, Мурманську, Караганді, містах Вятські Поляни і Тара.
Серед інших монументальних робіт Григорія Ястребенецького — пам'ятники Димитру Благоєву, Адаму Міцкевичу, Галині Старовойтовій, Варламу Шаламову в Санкт-Петербурзі, Антону Рубінштейну в Петергофі, Володимиру Леніну в Дрездені (Німеччина), канцлерів Аденауерові і Віллі Брандту у місті Гревенбройх (Німеччина).
Основні станкові твори: портрети (понад 300): режисера М. П. Акімова (2001), режисера Р. С. Агамірзяна (1990), режисера О. О. Бєлінського (2003), шахіста М. М. Ботвинника (1953), поета І. Бродського (1998), режисера О. О. Брянцева (1964), кінодраматурга А. Я. Вітоль (1978), хірурга А. В. Вишневського (1952), режисера В. П. Володимирова (1971), поета Г. Гейне (1988), Й. В. Гете (2000), письменника І. О. Гончарова (1961), письменника М. Горького (1986), письменника Д. Граніна (1985), артиста К. Лаврова (1980), артиста Є. О. Лебедєва (2003), письменника Альберта Лиханова (2010), вченого Д. С. Лихачова (2000), вченого М. В. Ломоносова (1974), імператора Петра Великого (1997), композитора О. П. Петрова (2005), директора Ермітажу Б. Б. Піотровського (1988 та 2014), державного діяча Г. О. Потьомкіна (2000), мистецтвознавця М. М. Пуніна (1994), хокеїста М. Г. Пучкова (1985), поета О. С. Пушкіна (1985), кінорежисера О. М. Сакурова (2016), диригента Ю. Х. Темірканова (1982), генетика М. В. Тимофеєва-Ресовського (1991).
Меморіальні дошки (більш 30), у тому числі в С-Петербурзі: режисерові М. П. Акімову (2001), композитору Г. Венявському (2005), державному діячеві С. Ю. Вітте (1999), драматургові О. М. Володіну (2003), політичному діячеві Ф. Е. Дзержинському (1959), вченому Д. С. Лихачову (2000), співаку Л. В. Собінову (1959), політичній діячці Г. О. Старовойтової (2004), політичному діячеві П. А. Столипіну (2003), актрисі П. О. Стрепетової (2001), письменнику Л. М. Толстому (1960).
Учасник понад 250 московських, всеросійських та міжнародних виставок (з 1950). Персональні виставки: в Петербурзі (5 виставок), в Москві (1 виставка), в Німеччині (3 виставки), в Англії (1 виставка).
Станкові твори представлені в понад 40 музеях країни і закордонних колекціях. У тому числі: Ермітаж, Третьяковська галерея, Російський музей, Музеї Дюссельдорфа, Дрездена, Берліна, Гревенбройха, Китаю. Твори Григорія Ястребенецького знаходяться в приватних зібраннях в Росії, Америці, Англії, Німеччині, Польщі, Фінляндії, Бельгії.
У 2019 році Григорій Ястребенецький брав участь у зйомках документального фільму «Архітектура блокади», присвяченого маскуванню Ленінграда в роки німецько-радянської війни. Головними героями фільму стали ленінградські архітектори, інженери, художники і альпіністи, які забезпечили збереження будівель та пам'ятників під час блокади.
Прем'єра фільму відбулася в петербурзькому кіноцентрі «Будинок кіно» 27 січня 2020 року — в День повного звільнення Ленінграда від фашистської блокади, Григорій Ястребенецький був присутній у залі, як один з героїв картини: у фільмі скульптор ділиться блокадними та фронтовими спогадами, розповідає про свого друга, військовому альпініста, учасника маскування Ленінграда Михайла Боброва.
Через те що до фільму «Архітектура блокади» увійшли не всі відзняті матеріали, навесні і влітку 2020 року творці стрічки змонтували та розмістила у вільному доступі на відеохостингах кілька додаткових сюжетів до картини, у тому числі 30-хвилинний ролик «Григорій Ястребенецький. Скульптури війни».

## Нагороди
- Орден Вітчизняної війни I ступеня.
- Орден Червоної Зірки.
- Медалі «За бойові заслуги» (1942).
- Медаль «За оборону Ленінграда» (1943).
- Медаль "За перемогу над Німеччиною у Великій Вітчизняній війні 1941—1945 рр .. « (1945).
- Орден „За заслуги перед Вітчизною“ (в сріблі) (1975, Німеччина).
- Золота медаль імені М. Б. Грекова» (1986).
- Офіцерський Хрест Ордена Заслуги Республіки Польща (1999).
- Лицарський Хрест Ордена Заслуги Республіки Польща (2013).
- Орден Пошани (Росія) (2011).
- Орден «За заслуги перед мистецтвом» (2012).
- Медаль «За заслуги перед Академією» (2013) Російської академії мистецтв.
- Золота і срібна медалі Союзу художників Росії.
- Російська премія Фонду Людвіга Нобеля (2017).

## Видані книги
- Г. Ястребенецкий. Дом для художников. Издательство «Ирис». Москва. 2003.
- Г. Д. Ястребенецкия. Интервью автора с самим собой. Издательская группа «Hermit». Санкт-Петербург. 2004.
- Григорий Ястребенецкий. Интервью автора с самим собой. Издательство «Нева». Санкт-Петербург. 2005.
- Григорий Ястребенецкий. Не только о скульптуре. Издательство «Левша. Санкт-Петербург». 2008.
- Григорий Ястребенецкий. Нас осталось мало. Издательство «Левша. Санкт-Петербург». 2011.
- Г. Ястребенецкий. Кое-что из опыта… «Филателия». Санкт-Петербург. 2012.
- Григорий Ястребенецкий. Такая долгая жизнь. Записки скульптора. ЛИМБУС ПРЕСС. Санкт-Петербург. 2019.